# Ceratobunellus
Genre
Ceratobunellus est un genre d'opilions eupnois de la famille des Sclerosomatidae.

## Distribution
Les espèces de ce genre se rencontrent en Asie du Sud-Est et en Asie du Sud.

## Liste des espèces
Selon World Catalogue of Opiliones (09/05/2021) :
- Ceratobunellus brevipes (With, 1903)
- Ceratobunellus calcuttensis (With, 1903)
- Ceratobunellus philippinus Roewer, 1955

## Publication originale
- Roewer, 1911 : « Opiliones aus Britisch Indien und Sarawak. » Archiv für Naturgeschichte, vol. 77, no 1, p. 160–188 (texte intégral).